# Варела-Савела, Хесус
Хесу́с Варе́ла-Саве́ла (25 декабря 1923, Генуя, Италия — 15 января 1995, Нижний Новгород, Россия) — советский футболист, нападающий.

## Биография
Родился в итальянской Генуе, позже вместе с семьёй переехал в Сан-Себастьян, Испания. В 1937 году, во время Гражданской войны был эвакуирован в детский дом в СССР. Великую Отечественную войну провёл в Средней Азии, вследствие чего плохо выучил русский язык. Вернувшись в Москву, поступил в сельскохозяйственную академию имени Тимирязева, но был отчислен с 4 курса. Во время учёбы Варела играл в футбол и в 1947 году вошёл в состав московского «Торпедо». По окончании сезона 1948 года главного тренера Виктора Маслова перевели в Горький, и он взял с собой Варелу. За местное «Торпедо» Варела отыграл семь сезонов, в 1952 году получил двойной открытый перелом ноги.
После окончания футбольной карьеры работал расточником, грузчиком, тренировал детские дворовые команды.

## Семья
Жена Людмила, сыновья Виторино (р. 1949), Александр, внучка Татьяна.